# Engelbert Wüster
Engelbert Wüster (* 31. Dezember 1877 in Ronsdorf, heute zu Wuppertal; † 1944) war ein deutscher Journalist und Heimatschriftsteller.

## Leben
Engelbert Wüster wurde am Silvestertag des Jahres 1877 in der Ronsdorfer Ortslage Wolfskuhle geboren. Am Ersten Weltkrieg nahm er als Frontsoldat teil.
Erste Veröffentlichungen stammen aus seiner Zeit als Schriftleiter der „Ronsdorfer Zeitung“ und als vielbeachteter Autor von Tier- und Naturstudien in der Zeitschrift „Bergische Heimat“ und dem Wuppertaler General-Anzeiger. Als Journalist schrieb er neben Artikeln über seine Naturstudien Theaterkritiken über Aufführungen an den Wuppertaler, Düsseldorfer und Kölner Bühnen.
Ein weiteres seiner Anliegen war die Kultivierung des heimischen Brauchtums. Er verfasste zahlreiche Schriften, die das Spannungsfeld zwischen Tradition und moderner Welt und dem weitreichenden Verlust der Ersteren zum Thema hatten.
Aufgrund seiner Weigerung in die NSDAP einzutreten wurde ihm in der späteren Zeit des Nationalsozialismus die Ausübung des Journalistenberufs untersagt. Für seinen Lebensunterhalt arbeitete er noch zwei Jahre bis zu seiner Verrentung als Nachtwächter in einer Brotfabrik. 1944 starb er.

## Ehrungen
- Benennung der Straße Engelbert-Wüster-Weg und der gleichnamigen Grundschule (vormals Hauptschule) in Wuppertal-Ronsdorf nach Engelbert Wüster